# Ga Thị Long
Ga Thị Long là một nhà ga xe lửa tại huyện Nông Cống, tỉnh Thanh Hóa. Nhà ga là một điểm trên tuyến đường sắt Bắc Nam tiếp nối sau ga Minh Khôi và trước ga Văn Trai.